# جوستين هيو
جوستين هيو (بالإنجليزية: Justin Vaughan)‏ (30 أغسطس 1967 في المملكة المتحدة - ) هو لاعب كريكت نيوزلندي. شارك مع منتخب نيوزيلندا الوطني للكريكت.

## وصلات خارجية
- جوستين هيو على موقع إي آس بي آن كريك إنفو (الإنجليزية)